# Manuel Carrascalão

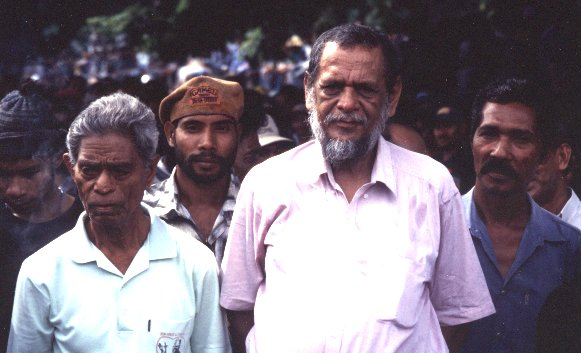
Manuel Carrascalão (in der Mitte) im November 1998.
Foto von Mark Rhomberg/ETAN

Manuel Viegas Carrascalão (* 16. Dezember 1933 auf Atauro/Portugiesisch-Timor; † 11. Juli 2009 in Dili) war ein Führer der osttimoresischen Unabhängigkeitsbewegung und Präsident des Nationalrats während der Verwaltung Osttimors durch die UNTAET.

## Leben

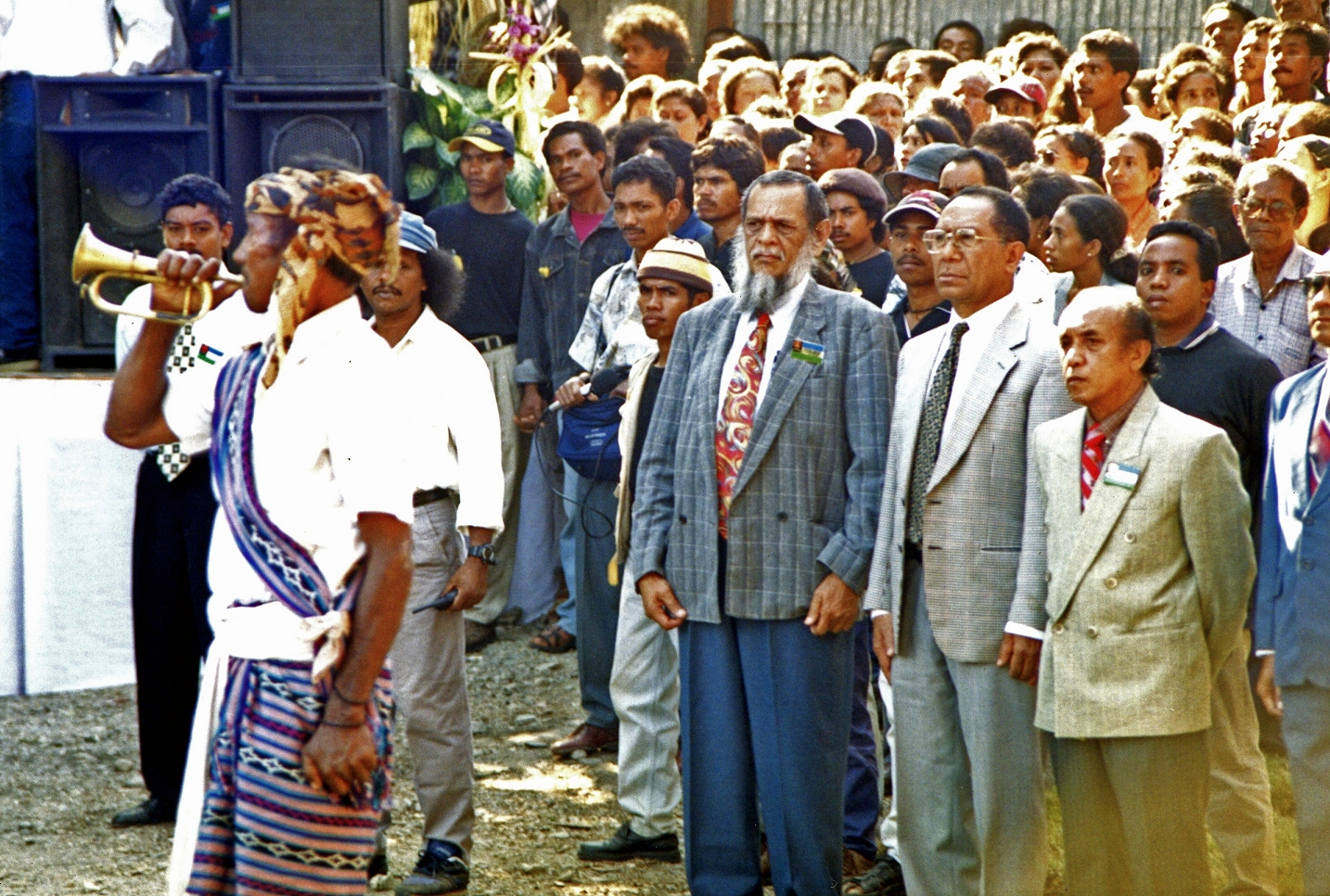
Manuel Carrascalão bei einer CNRT-Veranstaltung zum Unabhängigkeitsreferendum 1999

Manuel Carrascalão wurde als Sohn von Manuel Viegas Carrascalão auf Atauro geboren, einer Insel, die zu Portugiesisch-Timor gehörte. Sein Vater war dorthin verbannt worden, weil er sich trotz Verbots während der Salazar-Diktatur wiederholt politisch betätigt hatte. Sein Studium in Portugal brach Manuel vorzeitig ab, weil er früh anfing, mit seinem Vater zusammenzuarbeiten. 1974 wurde Manuel Carrascalão Abgeordneter der Nationalversammlung. Bei der Nelkenrevolution am 25. April 1974 befand er sich in Lissabon. Mit seinen Brüdern Mário und João kehrte Carrascalão nach Osttimor zurück und gründete mit ihnen beiden die União Democrática Timorense UDT (Demokratische Union Timor), die erste politische Partei Osttimors. Manuel schrieb das Parteiprogramm der UDT. Die Partei befürwortete eine enge Bindung an die frühere Kolonialmacht Portugal oder wie sie in Tetum sagten: „mate bandera hum“ – im Schatten der portugiesischen Flagge. Schließlich unterstützte die UDT eine schrittweise Heranführung an die Unabhängigkeit. Nach dem missglückten Putschversuch gegen die FRETILIN am 11. August 1975 floh Manuel Carrascalão nach Atambua im indonesischen Westtimor. Nun sprach er sich für einen Anschluss Osttimors an Indonesien aus. Im Dezember 1975 besetzte Indonesien das Land.
Als Manuel Carrascalão die Überfälle und Ermordungen von Zivilisten kritisierte, wurde er nach Kupang in Westtimor deportiert, wo er fünf Jahre blieb. Nach seiner Rückkehr 1980, arbeitete Carrascalão in der lokalen Verwaltung und wurde für die Golkar, wie sein Bruder Mário, Abgeordneter in der Provinzversammlung Osttimors. Im Dezember 1997 gründete Carrascalão die Bewegung für Aussöhnung und Einheit des Volkes von Timor (GRPRTT) und 1998 die Movimento precursor do Referendo em Timor MURPTL (Vorreiterbewegung für das Referendum in Timor). Der lokale indonesische Militärkommandant Tono Suratman drohte mit der Verhaftung Carrascalãos. Schließlich wurde Carrascalão Sprecher des Conselho Nacional de Resistência Timorense CNRT (Nationaler Widerstandsrat von Timor).
Im Vorfeld des Unabhängigkeitsreferendums in Osttimor 1999 griffen pro-indonesische Milizen und Sicherheitskräfte das Wohnhaus von Manuel Carrascalão in Dili an. Unter den mindestens 19 Opfern war auch sein 17-jähriger Sohn Manuelito. Manuel Carrascalão und seine Tochter fanden zunächst in der Residenz von Bischof Belo Zuflucht. Er floh dann erst nach Jakarta, dann nach Portugal und kehrte erst im Oktober 1999 nach dem Referendum zur Unabhängigkeit wieder zurück nach Osttimor.
Nach Übernahme der Kontrolle in Osttimor durch die Vereinten Nationen 1999 war Carrascalão von April bis September 2001 Vorsitzender des National Council (NC), einer Art Übergangsparlaments unter Verwaltung der UNTAET. Bei der ersten Wahl zum Parlament von Osttimor kandidierte er nicht mehr. 2009 verstarb Manuel Carrascalão in einem Krankenhaus in Dili an einer zerebralen Embolie.